# Mordecai Ardon
Mordecai Ardon, nato Max Bronstein (in ebraico מרדכי ארדון‎?; Tuchów, 13 luglio 1896 – Gerusalemme, 18 giugno 1992), è stato un artista israeliano.
Dal 1921 fino al 1925 studiò alla Bauhaus a Dessau con Paul Klee, Wassily Kandinsky, Lyonel Feininger e Johannes Itten. L'influenza della Bauhaus, in particolare Paul Klee fu determinante per la sua opera. Dal 1926 studiò presso l'Accademia di Belle arti di Monaco presso Max Doerner.
Nel 1959 prese parte a Documenta 2.

## Opere (selezione)
- Ein Karem (1944)
- For the Fallen (Triptych) (1955-56)
- For the Fallen - Center panel: The House of Cards (1956)
- For the Fallen - Left-hand panel: The Traps (1955)
- For the Fallen - Right-hand panel: The Unborn (1956)
- Testament of a Dead Leaf (1959)
- Tammuz (1962)
- To the Morning Star (1968)
- Last Curtain Call of the Palettes (1978)
- La Grand Poupee (1984-85)
- La Rosette pour Rikuda (1986-87)
- Hiroshima (1988)
- Khibit Khize
- Fatal Eclipse